# Chester Dewayne Turner
Chester Dewayne Turner (* 5. November 1966 in Warren, Arkansas) alias The Southside Slayer ist ein zum Tode verurteilter US-amerikanischer Serienmörder, der zwischen 1987 und 1998 mindestens 14 Menschen ermordete. Er gilt als schlimmster Serienmörder von Los Angeles und neben William Bonin und Richard Ramirez als einer der schlimmsten Serienmörder der US-Westküste.
Turner ist im San Quentin State Prison interniert.

## Mordserie und Verurteilung
Der afro-amerikanische Pizzalieferant Chester Turner vergewaltigte und erdrosselte zwischen 1987 und 1998 in Los Angeles die zehn Frauen Paula Vance, 38, Annette Ernest, 26, Anita Fishman, 31, Regina Washington, 27, Mildred Beasley, 45, Andrea Tripplett, 29, Desarae Jones, 29, Natalie Price, 31, Brenda Bries, 31 und eine weitere Frau, die nicht mehr identifiziert werden konnte. Nach einer Vergewaltigung im März 2002 konnte er gefasst und anhand von DNA-Spuren der zehn ungeklärten Morde überführt werden. Da Regina Washington im sechsten Monat schwanger war und das Baby durch die Ermordung ihrer Mutter starb, wurde auch der Tod des Babys als Mord beurteilt. Am 30. April 2007 wurde er aller elf Morde für schuldig befunden und am 10. Juli 2007 zum Tode verurteilt.
Der damals 28-jährige David Allen Jones war zuvor für drei dieser Morde zu Unrecht verurteilt worden und hatte elf Jahre lang unschuldig im Gefängnis gesessen.
Im Jahr 2011 wurde Turner für vier weitere Morde angeklagt, berief sich jedoch auf seine Unschuld. Im Jahr 2014 wurde Turner wegen dieser Morde schuldig gesprochen und erhielt ein weiteres Todesurteil.